# Kreissparkasse Schongau
Die Kreissparkasse Schongau war ein öffentlich-rechtliches Kreditinstitut mit Sitz in Schongau in Bayern. Ihr Geschäftsgebiet war der ehemalige Landkreis Schongau. Sie ging am 1. April 2017 die Fusion mit der Vereinigte Sparkassen im Landkreis Weilheim zur Sparkasse Oberland ein.

## Organisationsstruktur
Die Kreissparkasse Schongau war eine Anstalt des öffentlichen Rechts. Rechtsgrundlagen waren das Sparkassengesetz, die bayerische Sparkassenordnung und die durch den Träger der Sparkasse erlassene Satzung. Organe der Sparkasse waren der Vorstand und der Verwaltungsrat.

## Geschäftszahlen
Die Kreissparkasse Schongau betrieb als Sparkasse das Universalbankgeschäft. Die Kreissparkasse Schongau wies im Geschäftsjahr 2016 eine Bilanzsumme von 820,29 Mio. Euro aus und verfügte über Kundeneinlagen von 616,41 Mio. Euro. Gemäß der Sparkassenrangliste 2016 lag sie nach Bilanzsumme auf Rang 332. Sie unterhielt 16 Filialen/SB-Standorte und beschäftigte 196 Mitarbeiter.

## Sparkassen-Finanzgruppe
Die Kreissparkasse Schongau war Teil der Sparkassen-Finanzgruppe. Die Sparkasse vertrieb daher z. B. Bausparverträge der LBS, offene Investmentfonds der Deka und vermittelte Versicherungen der Versicherungskammer Bayern. Die Funktion der Sparkassenzentralbank nahm die Bayerische Landesbank wahr.